# Pelekium schistocalyx
Pelekium schistocalyx är en bladmossart som beskrevs av Andries Touw 2001. Pelekium schistocalyx ingår i släktet Pelekium och familjen Thuidiaceae. Inga underarter finns listade i Catalogue of Life.